# 駐台北印尼經濟貿易代表處
駐台北印尼經濟貿易代表處是印度尼西亚在中華民國境內的准官方办事机构，業務上與實質大使館相當。 
本處成立于1970年，當初名稱為印度尼西亚貿易協會（KADIN）。1995年改為現名。
台灣方面在印尼的對應機構為雅加達市內的駐印尼台北經濟貿易代表處。